# خولیو سزار فالچیونی
خولیو سزار فالچیونی (اسپانیایی: Julio César Falcioni‎؛ زادهٔ ۲۰ ژوئیهٔ ۱۹۵۶) بازیکن فوتبال اهل آرژانتین است.

## باشگاهی
از باشگاه‌هایی که در آن بازی کرده‌است می‌توان به باشگاه فوتبال ولز سارسفیلد، باشگاه فوتبال جیمناسیا لاپلاتا، و باشگاه فوتبال گرمیو اشاره کرد.

## تیم ملی
وی همچنین در تیم ملی فوتبال آرژانتین بازی کرده‌است.